# Église Saint-Marcellin de Saint-Marcellin
Ne doit pas être confondu avec Église Saint-Marcellin de Villars-Saint-Marcellin.
L’église Saint-Marcellin est une église de rite catholique, située à Saint-Marcellin, dans le département de l'Isère, en région Auvergne-Rhône-Alpes, en France. Son clocher est inscrit au titre des monuments historiques.

## Historique

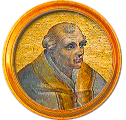
L'église Saint-Marcellin a été consacrée par le pape Calixte II

Une première église fut construite sur l'emplacement de l'église actuelle au XIIe siècle. Consacrée par le pape Calixte II, en visite dans le Dauphiné en 1119, elle fut reconstruite au XVe siècle après avoir été endommagée. Depuis sa construction, de nombreuses modifications ont été apportées notamment sur sa façade avant. Le clocher a cepandat conservé son apparence du XVe siècle. Il bénéficie d'une protection au titre des monuments historiques depuis le 28 octobre 1926.

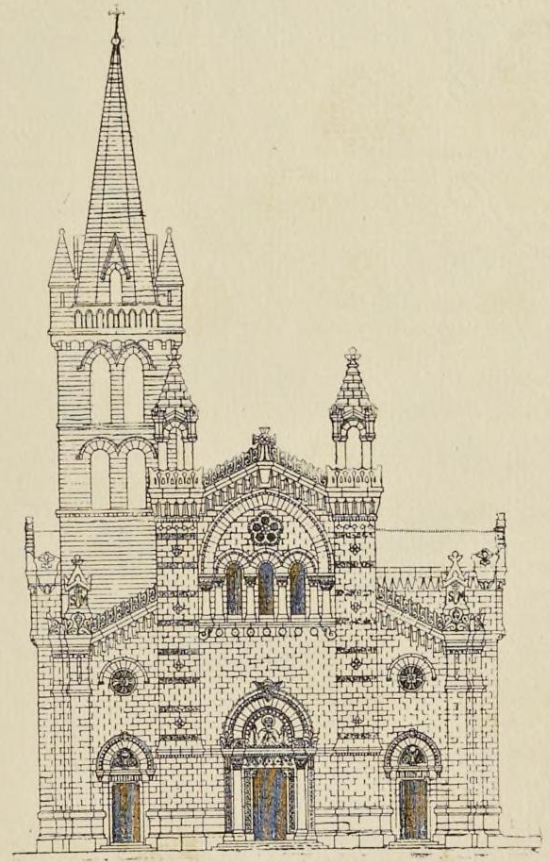
Projet de Bossan pour l'église de Saint Marcellin

Un projet de restauration a été proposé par l'architecte Pierre Bossan dans les années 1880, celui-ci n'a pas été réalisé.
Le 28 juillet 2013, les paroissiens de Saint-Marcellin, présents ce jour-là, ont constaté une étrange manifestation sur la façade de leur église avant et après l'office. Des tâches d'humidité ont dessiné un visage sur le crépi que certains ont interprété comme le visage d'une femme « souffrant et très expressive ». ce phénomène, dénommée paréidolie correspond aux traces d'un chantier récent effectué sur cette façade.

## Localisation
L'église Saint-Marcellin est située dans le centre de l'agglomération de Saint-Marcellin, au niveau de la Grande rue, son parvis étant tourné vers la place de l'Église.

## Description
L'église, située au carrefour des quatre voies principales de la ville, surmontée de son ancien clocher, présente de belles proportions.

## Évocations et personnalités liées à l'église
Consacrée par le pape Calixte II, le 11 mars 1119, l'église Saint-Marcellin est également évoquée par le philosophe Jean-Jacques Rousseau dans son roman autobiographique, Les Confessions, dans le passage où il évoque madame de Larnage.